# La Version de Browning
Pour les articles homonymes, voir The Browning Version.
La Version de Browning (The Browning Version) est une pièce du dramaturge britannique Terence Rattigan. La pièce a été créée en septembre 1948 au Phoenix Theatre de Londres.

## Mise en scène
Sept personnages se donnent la réplique : Taplow, Peter Gilbert, Millie Crocker-Harris, le Directeur, Andrew Crocker-Harris, Mme Gilbert et Frank Hunter.

## Adaptations à l'écran
- 1951 : L'Ombre d'un homme (The Browning Version) d'Anthony Asquith
- 1953 : Das Abschiedsgeschenk de Werner Völger (tv)
- 1955 : Lux Video Theatre (en), épisode : The Browning Version de Earl Eby (tv)
- 1955 : The Browning Version (tv - scénario)
- 1956 : Das Abschiedsgeschenk de Trude Kolman (tv)
- 1958 : ITV Television Playhouse, épisode : The Browning Version (tv)
- 1958 : Skuggan av en man de Gösta Folke (tv)
- 1959 : The DuPont Show of the Month, épisode : The Browning Version de John Frankenheimer (tv)
- 1962 : Das Abschiedsgeschenk de Karl Fruchtmann (tv)
- 1966 : ITV Play of the Week, épisode : The Browning Version (tv)
- 1985 : The Browning Version (tv)
- 1994 : Les Leçons de la vie (The Browning Version) de Mike Figgis